# Црква Светог пророка Илије у Гарашима
Црква Светог пророка Илије у Гарашима, насељеном месту на територији општине Аранђеловац, подигнута је 2005. године и припада Епархији шумадијској Српске православне цркве.
Иницијатива за градњу храма потекла је 1993. године од Љубише Димитријевића (председника Одбора за изградњу) који заједно са архијерејским намесником орашачким Миленком Дидић позвао у посету Гарашима његово преосвештенство Епископа Шумадијског др Саву где је разговарано о оживотворењу идеје. Освећење места извршио је Владика Сава са свештенством 2. августа 1998. године после предузетих активности у погледу израде пројекта и скупљања грађевинског материјала у претходне три године. Пројекат Храма израдио је архитекта Раде Прокић из Крагујевца. Градња је почела 1998. године, а груби грађевински радови су завршени три године касније. 
У току 2002. године извршена је набавка и постављање црквених звона, дар Др Милоја Милићевић, Гарашанина који живи и ради у Берлину. Годину дана касније постављена је грађевинска столарије (донација Божидара Петковића, власника ПП „ПЕШТАН“ Аранћеловац). Израда импозантног иконостаса (дар Др Радмиле Милентијевић из Њујорка) поверена је уметничкој радионици манастира Ковиљ у Епархији Бачкој. 2004. године поред иконостаса постављен је под (донација Радослава Радисављевића, власника Каменоразачке фирме ГМБ у Аранђеловцу), завршени фасадерски радови и покривена је купола лимом. За црквену славу 2. августа 2005. године епископ шумадијски Јован са свештенством Шумадијске епархије извршио је чин освећења храма. Све време грађевинских радова од 1997. године за празник Светог Илије организована је тродневна манифестација под називом „Гарашки Илиндан“ у оквиру које је приређиван културно-уметнички програм, спортска такмичења и изложбе (слика, резбарија, уметничких фотографија, ловачких трофеја, етно-предмета) чији су аутори Радомир Милошевић и мештани Гараша. 
Подигнуто је спомен-обележје на месту где је била кућа Илије Гарашанина. Подигао ју је Милован Вулићевић, један од донатора градње храма. Ораганизоване су и промоције књига издатих у оквиру ове манифестације: „Храм Св. пророка Илије“ и „Гараши, село у Шумадији“, аутора Радомира Милошевића, зборник радова „Гарашанин-сусрети и виђења“, „Књига о Начертанију“ др Радоша Љушића, „Илија Гарашанин“ Драгослава Стрњаковића ).